# Зелена Діброва (Недригайлівський район)
Зелена Діброва — колишнє село, входило до складу Гринівської сільської ради, Недригайлівський район, Сумська область.
Село зняте з обліку 17 липня 1989 року.

## Географічне розташування
Зелена Діброва знаходиться біля одного із витоків річки Хусть, за 0,5 км розташоване село Нелени.